# Модель Лямбда-CDM
ΛCDM (аббревиатура от Lambda-Cold Dark Matter, читается: «лямбда-си-ди-эм»)  — современная стандартная космологическая модель, в которой пространственно-плоская Вселенная заполнена, помимо обычной барионной материи, тёмной энергией (описываемой космологической постоянной Λ в уравнениях Эйнштейна) и холодной тёмной материей (англ. Cold Dark Matter). Согласно этой модели, для согласования с наблюдениями (в частности, космической обсерватории «Планк») возраст Вселенной должен быть принят равным 13,799 ± 0,021 миллиарда лет.

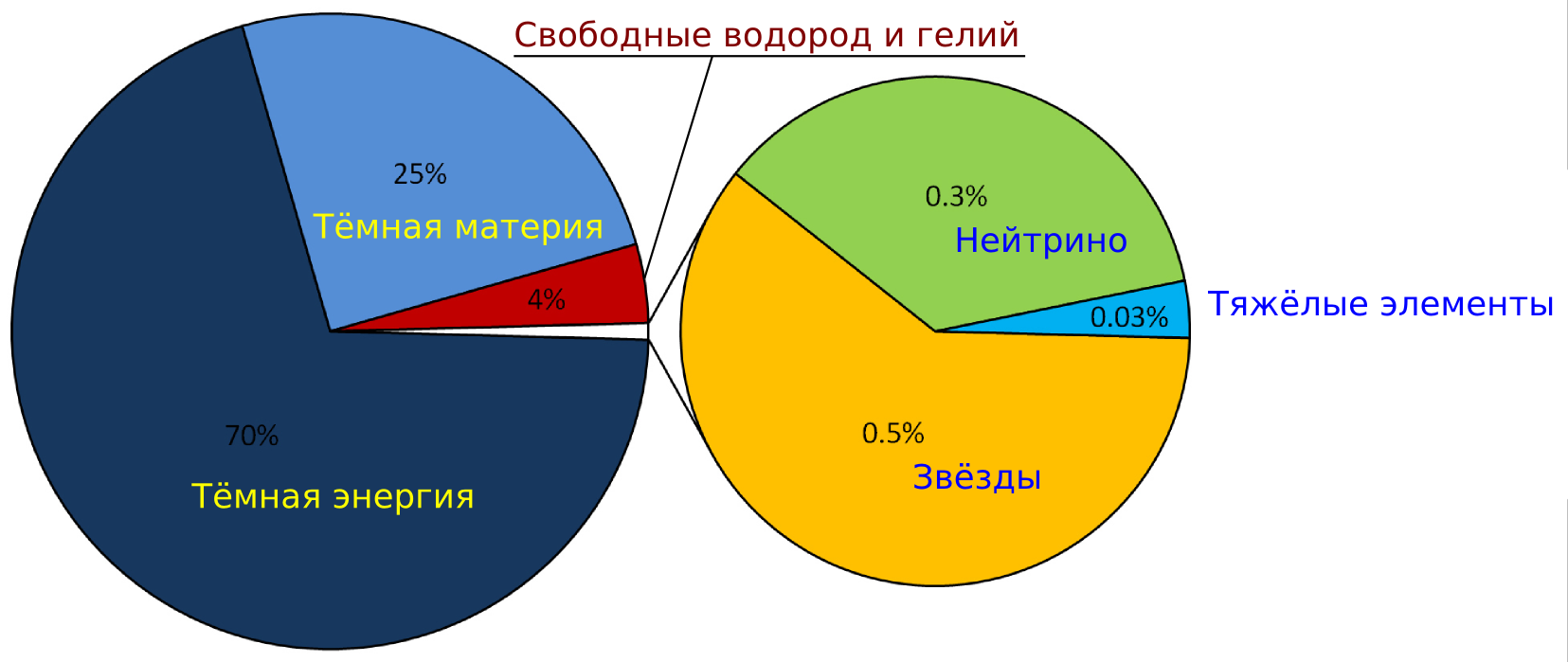
Состав Вселенной

Модель предполагает, что общая теория относительности является правильной теорией гравитации на космологических масштабах. ΛCDM возникла в конце 1990-х годов и включает в себя космологическую инфляцию на ранних стадиях Большого взрыва для объяснения пространственной плоскостности Вселенной и начального спектра возмущений.

## Введение
Большинство современных космологических моделей основано на космологическом принципе, который утверждает, что наше местоположение во Вселенной никак особенно не выделяется и что на достаточно большом масштабе Вселенная выглядит одинаково во всех направлениях (изотропна) и из каждого места (однородность). Этот принцип представляет собой не безусловное требование-постулат, а скорее презумпцию — то есть считается верным, пока не доказано обратное.
Модель включает в себя расширение Вселенной, которое хорошо подтверждается космологическим красным смещением спектров удалённых галактик и квазаров.

## История
Открытие космического микроволнового фона в 1965 году подтвердило ключевое предсказание космологии Большого Взрыва. С этого момента было принято считать, что Вселенная расширяется с течением времени, а раннее её состояние было плотным и горячим.
Скорость расширения зависит от содержания и типа вещества и энергии во Вселенной и, в частности, от того, является ли полная плотность выше или ниже так называемой критической плотности. В 1970-х годах основное внимание космологов привлекала чисто барионная модель, но в этом подходе были серьёзные проблемы объяснения образования галактик, учитывая очень небольшую анизотропию реликтового излучения, на которую уже тогда были получены серьёзные оценки сверху. В начале 1980-х годов стало ясно, что эта проблема может быть решена, если предположить, что холодная тёмная материя доминирует над барионной.
Различные модели предлагают разные соотношения обычных и тёмных энергий и масс. В 1980-х годах большинство исследований фокусировалось на модели холодной тёмной материи с критической плотностью при соотношении около 95 % тёмной материи и 5 % барионов: эти работы успешно объясняли формирование галактик и скоплений галактик, однако в 1990-х оказалось, что результаты по спектру крупномасштабного распределения галактик в сочетании с измеренной анизотропией реликтового излучения противоречат такой модели.
Модель ΛCDM стала стандартом вскоре после открытия ускорения расширения Вселенной в 1998 году, так как упомянутые выше противоречия были просто и естественно в ней решены.
Современные наблюдения 2020-х годов, в частности измерение постоянной Хаббла, показывают отклонения от ΛCDM модели, использующей FLRW метрику.
Главной альтернативой ΛCDM модели является модель Timescape, в которой отсутствует тёмная энергия, а расширение Вселенной происходит не равномерно. Байесовский вывод проведённый в 2024 году для набора данных распределения сверхновым типа Ia, показывает немного лучшее соответствие данных модели Timescape, однако это преимущество пока не настолько сильное, чтобы опровергнуть стандартную космологическую модель.